# Ponte Valentino (Benevento)
La contrada Ponte Valentino è una località abitata del comune di Benevento, in Campania,

## Geografia fisica
Si trova nella zona nord-est della città di Benevento, da cui dista circa 6 km, confina in particolare con il quartiere beneventano di Capodimonte e con il comune limitrofo di Paduli, in un territorio prevalentemente collinare, una parte della contrada è considerata come zona industriale.

## Storia
È considerata nota per la presenza dell'omonimo ponte facente parte del corso della via Traiana, sul fiume Calore attualmente incluso nel sito Patrimonio dell'Umanità UNESCO Via Appia. Regina Viarum.
Nel VIII secolo esisteva una chiesa dedicata a San Valentino (attestata nel 723 in un atto del duca di Benevento Romualdo II, poi nel 745 e nel 774), la frazione, come l'antico ponte prenderebbero il nome dall'antico luogo di culto.

## Infrastrutture e trasporti

### Strade
La contrada è attraversata in gran parte dalla strada statale 90 bis delle Puglie.

### Ferrovie
La stazione più vicina è quella di Stazione di Paduli sul Calore, questa stazione ferroviaria anziché trovarsi a Paduli, si trova proprio nella contrada di Ponte Valentino che rientra nel comune di Benevento, per via della vicinanza con la località Paduli Scalo. La stazione fu aperta al pubblico nel 1868 con il nome di "Stazione di Ponte Valentino".